# Хэннон, Динни
Дэнис Джей Хэннон (англ. Denis J. Hannon; 31 января 1888, Атлон, Ирландия — 23 августа 1971, там же), также известный как Динни или Динней Хэннон (англ. Dinny / Dinney Hannon) — ирландский футболист, правый инсайд. Капитан сборной Ирландии на VIII Летних Олимпийских играх в Париже.
Хэннон стал первым футболистом в истории Ирландии, игравшим за обе национальные сборные — Республики Ирландии и Северной Ирландии.

## Клубная карьера
Выступал за клубы «Богемианс» и «Атлон Таун». В составе первых трижды доходил до финала Ирландского кубка — в 1908, 1909 и 1911 годах, в первый раз взяв трофей. В составе же «Тауна» взял Кубок Ирландии 1924. По итогам триумфального сезона стал одним из пяти игроков «Атлона», включенных в заявку национальной сборной на VIII Летние Олимпийские игры. Кроме Хэннона, в Париж поехали Томми Малдун, Фрэнк Гент, Падди О’Рейли и Джон Джо Дайкс.

## Карьера в сборной
Когда Хэннон начал международную карьеру в 1908 году, Ирландия была единой и представлялась на международной арене одной командой, игроки в которую выбирались базировавшейся в Белфасте Ирландской футбольной ассоциацией (ИФА). Однако, в течение 1920-х годов Ирландия была разделена на Северную Ирландию и Республику Ирландию. На фоне политических потрясений в Дублине возникла другая ассоциация — Футбольная ассоциация Ирландии (ФАИ), которая в 1924 году создала свою национальную сборную. В результате несколько известных ирландских футболистов 1910—1920-х годов, включая Хэннона, в разное время играли за обе сборные — ИФА и ФАИ.

### Ирландия в составе Соединённого королевства
Во время игры за «Богемианс», в 1908—1913 годы, Хэннон отыграл за сборную шесть матчей и забил один гол. Дебютировал и забил единственный мяч за сборную 13 февраля 1908 года в матче со сборной Англии в рамках Домашнего чемпионата Великобритании. Из шести матчей за сборную три провёл против сборной Англии, два против сборной Шотландии и один против сборной Уэльса. Последний матч за сборную провёл 15 февраля 1913 года против сборной Англии. Тот матч стал историческим — сборная Ирландии впервые в истории победила сборную Англии, а позднее впервые в своей истории выиграла турнир.

### Свободная Ирландия
В 1924 году вместе с четырьмя сотоварищами по «Атлону» Хэннон отправился на VIII Летние Олимпийские игры. За новую сборную дебютировал 28 мая в матче со сборной Болгарии. Этот матч стал первым в истории сборной Республики Ирландия. Хэннон также отыграл матч четвертьфинала со сборной Нидерландов. В обоих матчах футболист вышел с капитанской повязкой. 36-летний игрок, Хэннон уже завершал свою игровую карьеру и был одним из самых старых игроков турнира.

## Достижения

### Клубные

#### «Богемиан»
- Обладатель Ирландского кубка: 1908
- Финалист Ирландского кубка: 1909, 1911

#### «Атлон Таун»
- Обладатель Кубка Ирландии: 1924

### В сборной
- Победитель Домашнего чемпионата Великобритании: 1913
- Олимпиада 1924 года: 1/4 финала